# Isaac Ikhouria
Isaac Ikhouria (* 9. Oktober 1947) ist ein ehemaliger nigerianischer Boxer. Ikouria war Bronzemedaillengewinner der Olympischen Spiele 1972 und der Commonwealth Games 1974 und Gewinner der Afrikaspiele 1973.

## Karriere
1970 startete Ikhouria bei den Commonwealth Games, schied jedoch im Mittelgewicht (-75 kg) startend bereits im ersten Kampf gegen Robert Murphy, Australien.
Bei den Olympischen Spielen 1972 erreichte Ikouria im Halbschwergewicht (-81 kg), nach Siegen über Anton Schär, Schweiz (3:2), Valdemar Paulino Oliveira, Brasilien (5:0), und Nikolay Anfimov, Sowjetunion (3:2), das Halbfinale, welches er gegen Gilberto Carrillo, Kuba (5:0), verlor und damit die olympische Bronzemedaille gewann.
1973 gewann Ikouria die Afrikaspiele und bei den Commonwealth Games im Jahr darauf die Bronzemedaille. 1974 gewann er auch die afrikanischen Meisterschaften.
Später war Ikouria Trainer der nigerianischen Nationalmannschaft.